# Ernst Hoppenberg
Ernst Hoppenberg (n. 26 iulie 1878, Bremen, Germania – d. 29 septembrie 1937, Kirn, Renania-Palatinat, Germania) a fost un înotător german, medaliat olimpic. A participat la o ediție a Jocurilor Olimpice (1900) în care a câștigat două medalii de aur.